# Parque nacional Shikotsu-Tōya
El Parque nacional Shikotsu-Toya (Shikotsu Toya Kokuritsu Ko-en) es un parque nacional situado en la zona central de la isla de Hokkaidō, Japón. 
Su nombre proviene de los lagos emplazados en cráteres volcánicos, el lago Shikotsu y el lago Tōya, cubriendo un área total de 993,02 kilómetros cuadrados y declarado el 16 de mayo de 1949. 
Las conocidas aguas termales de Noboribetsu se encuentran dentro del recinto del parque.
El Parque se divide en cinco zonas::
- El Monte Yotei.
- Los alrededores del lago Toya, Monte Usu y Shōwashinzan
- Los alrededores de las aguas termales de Noboribetsu, Orofure To-ge y el Lago Kuttara
- Los alrededores del lago Shikotsu; el Monte Tarumae y Eniwadake
- La zona de Teizankei, el Valle de Toyohira y Nakayama Toge